# Taro Daniel
Taro Daniel (jap. ダニエル太郎 Danieru Tarō; ur. 27 stycznia 1993 w Nowym Jorku) – japoński tenisista, reprezentant w Pucharze Davisa, olimpijczyk z Rio de Janeiro (2016).

## Życie prywatne
Daniel urodził się w Nowym Jorku. Jego ojciec Paul jest Amerykaninem, a matka Yasue – Japonką. Taro dorastał w różnych miejscach na świecie. Do szkoły uczęszczał w Saitamie, w Japonii. Kiedy miał 14 lat przeniósł się z rodziną do Hiszpanii. Mówi po angielsku, japońsku i hiszpańsku. Ma siostrę Kanę.

## Kariera tenisowa
Zawodowym tenisistą został w 2010 roku.
W zawodach cyklu ATP Tour wygrał jeden turniej w grze pojedynczej z dwóch rozegranych finałów. W karierze wygrał też 7 turniejów rangi ATP Challenger Tour w singlu.
W maju 2018 został mistrzem zawodów rangi ATP World Tour w Stambule na nawierzchni ziemnej, w finale pokonując Malika al-Dżaziriego.
W 2014 zadebiutował w reprezentacji Japonii w Pucharze Davisa.
W 2016 zagrał na igrzyskach olimpijskich w Rio de Janeiro, dochodząc do 3. rundy zawodów singlowych.
Najwyżej sklasyfikowany w rankingu ATP Tour w singlu był na 64. miejscu (27 sierpnia 2018).

### Finały w turniejach ATP Tour
| Legenda                                      |
| -------------------------------------------- |
| Wielki Szlem                                 |
| Igrzyska olimpijskie                         |
| Tennis Masters Cup / ATP Finals              |
| ATP Masters Series / ATP Tour Masters 1000   |
| ATP International Series Gold / ATP Tour 500 |
| ATP International Series / ATP Tour 250      |

#### Gra pojedyncza (1–1)
| Końcowy wynik | Nr | Data             | Turniej  | Nawierzchnia | Przeciwnik       | Wynik finału |
| ------------- | -- | ---------------- | -------- | ------------ | ---------------- | ------------ |
| Zwycięzca     | 1. | 6 maja 2018      | Stambuł  | Ceglana      | Malik al-Dżaziri | 7:6(4), 6:4  |
| Finalista     | 1. | 13 stycznia 2024 | Auckland | Twarda       | Alejandro Tabilo | 2:6, 5:7     |